# Aritzo
Aritzo (en sard, Aritzu) és un municipi italià, dins de la província de Nuoro. Es troba a la regió de Barbagia di Belvì. L'any 2007 tenia 1.426 habitants. Limita amb els municipis d'Arzana (OG), Belvì, Desulo, Gadoni, Laconi (OR), Meana Sardo i Seulo (CA).

## Administració
| Període | Identitat   | Partit        |
| ------- | ----------- | ------------- |
| 2006-   | Lorenzo Pau | Llista Cívica |